# الأمريكيون الهسبان في الحرب العالمية الثانية
خدم الأمريكيون الهسبان، يشار إليهم أيضًا بالأمريكيين اللاتينيين، في كامل تسلسل القوات المسلحة الأمريكية خلال الحرب. وحاربوا في كل معركة أمريكية كبرى في الحرب. وخدم بين 400 ألف و500 ألف جندي أمريكي هسباني في القوات المسلحة الأمريكية في الحرب العالمية الثانية من إجمالي 16 مليون جندي، ليشكلوا نسبة ب 3,1% و3,2% من القوات الأمريكية المسلحة. لا يعرف الرقم الدقيق للجنود نظرًا إلى أنه في تلك الفترة لم يكن الهسبان مدرجين ضمن جداول منفصلة، إلا أنهم كانوا مدرجين ضمن التعداد الإجمالي للسكان البيض. وبقيت الإحصاءات المنفصلة محصورة بالأمريكيين الأفارقة والأمريكيين الآسيويين.
مع دخول الولايات المتحدة الأمريكية الحرب بصورة رسمية في 7 من شهر ديسمبر من عام 1941، كان الأمريكيون الهسبان من بين العديد من المواطنين الأمريكيين الذين دخلوا في صفوف الجيش والبحرية وقوات مشاة بحرية الولايات المتحدة الأمريكية كمتطوعين أو من خلال التجنيد الإجباري. لم يخدم الأمريكيون الهسبان كمجرد مقاتلين ناشطين في المسرح الأوروبي ومسرح المحيط الهادئ للحرب فحسب، فقد خدموا أيضًا على الجبهة الداخلية كمدنيين. انضمت مئات النساء الهسبانيات إلى كتيبة جيش النساء وفصيل النساء المقبولات في خدمة الطوارئ التطوعية، وخدمن كممرضات وفي مناصب إدارية. وعملت العديد منهن في مهن يتولاها الذكور عادة في المصانع التي كانت تنتج الذخيرة والعتاد، وحللن مكان الذكور الذين كانوا في الحرب.
مع تزايد عدد المجندين إجباريًا، كلف بعض البويرتوريكيين من الجزيرة كبدلاء للوحدات في منطقة قناة بنما والجزر الكاريبية البريطانية، التي كانت تتألف بصورة رئيسية من جنود قاريين (قلب الأراضي الأمريكية). كلف معظم البويرتوريكيين والهسبان الذين كانوا يقيمون في بويرتوريكو ضمن فيلق المشاة رقم 65 أو ضمن الحرس الوطني البويرتوريكي. كان تلك الوحدات الهسبانية بالكامل الوحيدة التي احتفظ بإحصاءاتها. خدم في الحرب ما يزيد عن 53 ألف بويرتوريكي وهسباني كانوا يقيمون على الجزيرة. وفقًا للسيناتور روبيرت مينيديز، قتل ما يزيد عن 9000 لاتيني دفاعًا عن الولايات المتحدة الأمريكية في الحرب العالمية الثانية. ونظرًا إلى الافتقار إلى التوثيق، لا يُعرف الرقم الإجمالي للأمريكيين الهسبان الذين قتلوا في الصراع.

## الاصطلاح
الأمريكيون الهسبان مصطلح إثني يستخدم لتصنيف أي مواطن أو مقيم في الولايات المتحدة، من أي خلفية عرقية وأي دين، يمتلك سلفًا واحدًا على الأقل من شعب إسبانيا أو أي بلد ناطق بالإسبانية من الأمريكيتين. المجموعات الهسبانية الثلاث الأكبر في الولايات المتحدة هي الأمريكيين المكسيكيين والبويرتوريكيين والأمريكيين الكوبيين. وأشير إلى الأمريكيين الهسبان أيضًا باللاتينيين.

## مقدمة للحرب العالمية الثانية
قبل دخول الحرب العالمية الثانية، كان الأمريكيون الهسبان يقاتلون بشكل مسبق على الأراضي الأوروبية في الحرب الأهلية الإسبانية. كانت الحرب الأهلية الإسبانية صراعًا كبيرًا في إسبانيا بدأ بعد محاولة انقلاب من قبل أقسام من الجيش قادها الجنرال القومي فرانسيسكو فرانكو ضد حكومة الجمهورية الإسبانية الثانية. قاتل الأمريكيون الهسبان بالنيابة عن الفصيلين المنخرطين، «القوميين» بصفتهم أعضاء في الجيش الإسباني و«الموالين» (الجمهوريين) إما بصفتهم أعضاء في الفيلق الأممي لأبراهام لينكولن أو طيارين في سرب يانكي الذي كان تحت قيادة بيرت أكوستا (1895 - 1954).
كان الجنرال مانويل غوديد لوبيس (1882 - 1936)، الذي ولد في سان خوان، بويرتوريكو، ضابطًا رفيع المستوى في الجيش الإسباني. كان لويس من بين أوائل الجنرالات الذين انضموا إلى فرانسيسكو فرانكو في الانتفاضة ضد حكومة الجمهورية الإسبانية الثانية. قاد لوبيس القتال ضد اللا سلطويين في كاتالونيا، إلا أن تعداد قواته كان أقل. وأسر من قبل فصيلة الإعدام التي حكمت عليه بالموت.
كان الملازم كارميلو ديلغادو ديلغادو (1913- 1937) من بين العديد من الهسبان الذين قاتلوا بالنيابة عن الجمهورية الإسبانية الثانية كأعضاء في كتيبة أبراهام لينكولن. قاتل ديلغادو في معركة مدريد، إلا أنه وقع أسيرًا وحكم عليه بالموت من قبل فصيلة إعدام في 29 من شهر أبريل من عام 1937. وكان من بين أوائل المواطنين الأمريكيين الذين قتلوا في الصراع.

## الهجوم على بيرل هاربر
مع هجوم الإمبراطورية اليابانية على أسطول الولايات المتحدة الأمريكية في المحيط الهادئ في بيرل هاربر في 7 من شهر ديسمبر من عام 1941، كان من بين الضحايا العديد من البحارين الذين كانوا يحملون كنيات هسبانية. كان المجند الخاص ريتشارد آي تروخيلو من كتيبة بحرية الولايات المتحدة يخدم على متن البارجة يو إس إس نيفادا (بي بي 36) حين شن اليابانيون هجومهم على بيرل هاربر. كانت البارجة يو إس إس نيفادا من بين السفن المتواجدة في الميناء في ذلك اليوم. ومع إطلاق مدافعها للنيران وتشغيل محركاتها، ضُربت الباجة بطربيدات المهاجمين اليابانيين وقنابلهم. قتل 50 جنديًا وأصيب 109. وكان تروخيلو من بين القتلى وأصبح أول ضحية بحرية هسبانية في الحرب العالمية الثانية. 
مع دخول الولايات المتحدة الأمريكية الحرب العالمية الثانية بصورة رسمية، كان الأمريكيون الهسبان من بين العديد من المواطنين الأمريكيين الذين انضموا إلى صفوف قوات الولايات المتحدة المسلحة كمتطوعين أو من خلال التجنيد الإجباري.
في عام 1941، لعب القائد لويز دي فلوريز دورًا بارزًا في إنشاء فرقة الأجهزة الخاصة التابعة لمكتب البحرية لعلم الطيران (ما سيعرف لاحقًا بفرقة أنظمة التدريب التابعة لمركز الحرب البحرية الجوية). وكلف في وقت لاحق بمنصب رئيس مكتب الأجهزة الخاصة الجديد في فرقة الهندسة التابعة لمكتب البحرية لعلم الطيران. حث دي فلوريز، الذين نسب إليه الفضل لأكثر من 60 اختراعًا، البحرية على الشروع بتطوير «أجهزة تدريب اصطناعية» للزيادة من الجهوزية. خلال الحرب العالمية الثانية، رقي دي فلوريز إلى رتبة كابتن وفي عام 1944 إلى رتبة عميد بحري. 

## المسرح الأوروبي
كان المسرح الأوروبي في الحرب العالمية الثانية منطقة حرب محتدمة بين قوى الحلفاء وقوى المحور منذ شهر سبتمبر من عام 1939 إلى 8 مايو من عام 1945. خدم معظم الأمريكيين الهسبان في الوحدات النظامية، وكانت بعض الوحدات القتالية الناشطة المجندة من مناطق ذات كثافة سكانية هسبانية عالية، ككتيبة المشاة رقم 65 من بويرتوريكو وكتيبة المشاة رقم 141 التابعة لفرقة المشاة رقم 36، تتألف بصورة رئيسية من الهسبان.
كان هسبان الكتيبة رقم 141 التابعة لفرقة المشاة رقم 36 من بين أوائل الجنود الأمريكيين الذين نزلوا على الأراضي الإيطالية في ساليرنو. وكانت السرية E من الكتيبة رقم 141 هسبانية بالكامل. وقاتلت فرقة المشاة رقم 36 في إيطاليا وفرنسا.

### كتيبة المشاة رقم 65
أرسلت مفرزة صغيرة من جنود في جزيرة من بويرتوريكو إلى كوبا في أواخر شهر مارس كحرس لميدان باتيستا. في عام 1943، أُرسلت كتيبة المشاة رقم 65 إلى بنما لحماية جانبي برزخ بنما وقناتها على المحيطين الهادئ والأطلسي، الذين كانا يتمتعان بأهمية محورية للسفن المبحرة عبر المحيط. وأقرت على الفور زيادة في البرنامج التمهيدي البويرتوريكي. وحل بويرتوريكيون محل الجنود القاريين مثل فوج المدفعية المضادة للطائرات رقم 762 وفوج المدفعية الأمريكية المضادة للطائرات رقم 766 وفوج المدفعية الأمريكية المضادة للطائرات رقم 891 في بنما. وحلوا أيضًا محل جنود في قواعد على الجزر البريطانية، إلى الحد الذي يسمح به توافر وحدات بويرتوريكية مدربة. تبعت كتيبة المشاة رقم 295 كتيبة المشاة رقم 65 في عام 1944 منطلقة من سان خوان، بويرتوريكو إلى منطقة قناة بنما.
في تلك السنة نفسها، أرسلت كتيبة المشاة رقم 65 إلى شمال أفريقيا حيث خضعت لتدريب إضافي. وبحلول 29 من شهر نيسان من عام 1944، كانت الكتيبة قد هبطت في إيطاليا وانتقلت إلى كورسيكا. في 22 من شهر سبتمبر من عام 1944، هبطت في فرنسا وأوكلت لها مهام على الجانب الجنوبي الغربي من جبال الألب في بيرا كافا. في 13 من شهر ديسمبر من عام 1944، خففت كتيبة المشاة رقم 65، بقيادة الكولونيل الملازم خوان سيزار كورديرو دافيلا، الضغط عن فوج كتيبة المشاة رقم 442 التي كانت تتألف من أمريكيين يابانيين تحت قيادة الكولونيل فيرجيل آر ميلر، أحد سكان بويرتوريكو الأصليين.